# More Fantastic
『More Fantastic』（モアファンタスティック）は、2021年12月15日にEVIL LINE RECORDSから発売されたB.O.L.Tの3rdシングル。表題曲「More Fantastic」はBSテレ東 真夜中ドラマ『ごほうびごはん』のオープニング主題歌に使用された。

## 概要
B.O.L.Tが2021年12月15日にEVIL LINE RECORDSからリリースした3rdシングル。初回限定盤（KICM-92111）と通常盤（KICM-2111）の2形態での発売。
表題曲の「More Fantastic」は、BSテレ東 真夜中ドラマ『ごほうびごはん』のオープニング主題歌。
初回限定盤には「More Fantastic」のMusic Videoとメイキング映像を収録したBlu-rayが付属する。
11月12日に公開されたジャケット写真は、アートワークをZOOMINgraphが手がけた。
発売を記念して渋谷のセレクトショップ「GEKIROCK CLOTHING」とのコラボを実施する。ストリート・ブランド「RUDIE'S」を交え制作される。
リリースを記念してWebラジオ番組『B.O.L.TのFantastic Radio』を公開した。
本作は2021年12月27日付のオリコン週間シングルランキングにて16位を獲得した。

## 収録曲
初回限定盤と通常盤の2形態で発売する。（B.O.L.T：内藤るな、高井千帆、青山菜花、白浜あや）
| #  | タイトル                            | 作詞       | 作曲          | 編曲          |
| -- | ----------------------------------- | ---------- | ------------- | ------------- |
| 1. | 「More Fantastic」                  | クボナオキ | クボナオキ    | クボナオキ    |
| 2. | 「Reborn」                          | haruka     | Hold Out Hope | Hold Out Hope |
| 3. | 「More Fantastic (off vocal ver.)」 |            | クボナオキ    | クボナオキ    |
| 4. | 「Reborn (off vocal ver.)」         |            | Hold Out Hope | Hold Out Hope |

### More Fantastic
- タイトル曲。作詞・作曲・編曲：クボナオキ[7]。エネルギッシュなロックナンバー。
- BSテレ東 真夜中ドラマ『ごほうびごはん』のオープニング主題歌。
- ドラマのオープニングでは、アップテンポなリズムに乗せてキレのよい「ごほうびダンス」が主役の池田咲子（桜井日奈子）と磯貝誠（古川雄輝）によって披露される[8]。
- 2021年11月12日から先行配信。
- 楽曲についてB.O.L.Tは「B.O.L.TらしいROCKさもありますが、可愛らしさもあり、聴いていると楽しくて一瞬で終わってしまう、けれどまた何度も聴きたくなる。まるで、美味しいごはんのような曲です!」とコメントした[9]。
- 11月15日にMUSIC VIDEO[10]を公開した[11]。映像作家のZUMIによる作品で、Fantastic（=空想）というテーマと、料理にまつわる歌詞をモチーフにB.O.L.Tメンバーが調味料に扮する内容となっている[12]。高井千帆：トマトケチャップ、内藤るな：マスタード、青山菜花：チョコレートソース、白浜あや：ホイップクリーム。
- 12月3日にMUSIC VIDEO Making Movieのダイジェスト版[13]を公開した。全編は初回限定盤のBlu-rayに収録される[14]。
- 11月19日のライブ「B.O.L.T ONE MAN LIVE@LIQUIDROOM」にて初披露。12月10日に初披露時のライブ動画[15]を公開した。
- テレビ埼玉『ドレスキーとコレスキー』2021年12月度エンディングテーマ曲[16]。
- 2021年12月1-31日の期間、牛丼チェーン「すき家」の店内放送でオンエアされる[17]。
- 文化放送 12月度プラスチューン（2021年12月13-19日）